# مهر ۱۳۹۰
مهر ۱۳۹۰، هفتمین ماه سال ۱۳۹۰ خورشیدی است.
آغاز آن جمعه: ‎۱ مهر ۱۳۹۰ (۲۳ سپتامبر ۲۰۱۱) میلادی

مطابق با ۲۴ شوال ۱۴۳۲ قمری است.

## ۱ مهر۱۳۹۰
- گزارش ثبت ذرات سریعتر از نور

## ۲ مهر۱۳۹۰
- سقوط ماهواره ناسا در غرب آمریکا

## ۳ مهر۱۳۹۰
- (برای این روز رویدادی ثبت نشده‌است).

## ۴ مهر۱۳۹۰
- سازمان جهانی بهداشت: اهواز آلوده ترین شهر جهان

سازمان جهانی بهداشت شهرهایی در ایران، هند، پاكستان، مغولستان و بوتسوانا را از جمله آلوده ترین شهرهای جهان از نظر هوا اعلام كرده است. در فهرستی كه این سازمان از حدود ۱۱۰۰ شهر تهیه كرده، شهر اهواز از نظر میزان سالانه ذرات ریزگرد و غبار كه سبب بیماری های تنفسی می شود، در صدر فهرست قرار گرفته است. از سوی دیگر شهرهای کانادا در رده بهترین هوا در میان شهرهای جهان می باشند. رادیو فردا، آسوشیتد پرس
- تکمیل نیمی از دانشنامه ایرانیکا

## ۵ مهر۱۳۹۰
- تحویل نخستین فروند هواپیمای جدید بوئینگ ۷۸۷

## ۶ مهر۱۳۹۰
- خرید اف-۱۶ عراق از آمریکا

عراق در راستای بازسازی نیروی هوایی این کشور با پرداخت ۳ میلیارد دلار به آمریکا، ۱۸ فروند هواپیمای جنگنده اف-۱۶ ساخت لاکهید مارتین را سفارش داد. بلومبرگ، رادیوفردا
- قصد ارسال ناوهای جنگی جمهوری اسلامی ایران به مرزهای آبی ایالات متحده آمریکا

حبیب الله سیاری، فرمانده نیروی دریایی ارتش جمهوری اسلامی ایران روز سه شنبه از برنامه برای حضور ناوهای این کشور در اقیانوس اطلس و نزدیکی مرزهای آبی آمریکا خبر داد. پیشتر جانشین رئیس ستاد کل نیروهای مسلح ایران گفته بود که کشتی های نیروی دریایی ایران می‌توانند تا ۱۲ مایلی سواحل آمریکا هم بروند. اما یک مقام مسؤول دولت آمریکا در اینباره گفت: «ایران در آبهای آزاد دنیا هر جا میتواند ناوهای خود را حرکت دهد. اما اگر قصد نزدیک شدن به مرزهای آمریکا را داشته باشد، از آنها استقبال خواهد شد». رادیو فردا، فاکس نیوز
- حکم ده ضربه شلاق در عربستان سعودی برای یک زن به جرم رانندگی

## ۷ مهر۱۳۹۰
- والیبال ایران قهرمان آسیا شد

تیم ملی والیبال مردان ایران با پیروزی سه بر یک بر چین، برای نخستین بار قهرمان قاره آسیا شد. بی‌بی‌سی فارسی
- اعدام قریب الوقوع یک مسیحی در ایران

## ۸ مهر۱۳۹۰
- تقدیر اوباما از نخبگان ایرانی در آمریکا

## ۹ مهر۱۳۹۰
- مخالفت صریح رهبر ایران با پذیرش عضویت فلسطین در سازمان ملل

## ۱۰ مهر۱۳۹۰
- راه اندازی رصدخانه غول پیکر آلما در شیلی

## ۱۱ مهر۱۳۹۰
- بحران در کمیتهٔ جایزه نوبل در هنگام اعلام برندگان سال ۲۰۱۱

روز دوشنبه جایزه نوبل فیزیولوژی و پزشکی سال ۲۰۱۱ به سه نفر برای پژوهش بر روی سیستم ایمنی بدن تعلق گرفت. این سه نفر عبارتند از بروس بویتلر از مرکز پزشکی دانشگاه تگزاس شعبه جنوب‌غربی، ژول هافمن از کشور لوکزامبورگ، و رالف استاینمن از دانشگاه راکفلر در نیویورک. اما رالف استاینمن جمعهٔ گذشته در اثر سرطان لوزالمعده درگذشت و کمیتهٔ نوبل در هنگام اعلام برندگان جایزه نوبل امسال، از درگذشت وی اطلاعی نداشت. اما به پاس بزرگداشت این دانشمند، کمیته نوبل اعلام کرد که بر خلاف روال همیشگی این بار سنت شکنی کرده و جایزه به وی تعلق خواهد گرفت. بر طبق موازین بنیاد آلفرد نوبل، این جوایز هرگز به افراد درگذشته اعطا نمی شود. این نخستین بار در تاریخ است که جایزه به یک فرد متوفی تعلق گرفته است. بی بی سی فارسی، نیویورک تایمز
- رهبر ایران: رسانه‌ها قضیه اختلاس مالی را کش ندهند

آیت الله علی خامنه ای، رهبر جمهوری اسلامی، در سخنانی، با اشاره به اختلاس سه میلیارد دلاری در سیستم بانکی ایران، از رسانه های همگانی خواسته است این قضیه را «کش ندهند» و اجازه دهند مسئولان کارشان را دنبال کنند.

## ۱۲ مهر۱۳۹۰
- جایزه نوبل فیزیک سال ۲۰۱۱ به سه آمریکایی تعلق گرفت

## ۱۳ مهر۱۳۹۰
- یک اسرائیلی برنده جایزه نوبل شیمی شد

## ۱۴ مهر۱۳۹۰
- استیو جابز درگذشت

شرکت اپل اعلام کرده که استیو جابز، مدیرعامل پیشین این شرکت و یکی از بنیانگذاران آن که اخیرا به علت بیماری کناره گیری کرده بود، درگذشته‌است. او به سرطان لوزالمعده مبتلا بود. شرکت اپل طی بیانیه‌ای اعلام کرده‌است: «اپل یک نابغه بینش ور و مبتکر و جهان یک انسان خارق العاده را از دست داد.» اپل می‌گوید که آقای جابز روز چهارشنبه از دنیا رفت. او ۵۶ ساله بود. مرگ آقای جابز یک روز پس از رونمایی نمونه جدید تلفن همراه آیفون رخ داده‌است.بی‌بی‌سی فارسی
- جایزه نوبل ادبیات به توماس ترانسترومر تعلق گرفت.

بنیاد نوبل اعلام کرده‌است که علت جایزه نوبل برای ادبیات به ایشان سرزندگی شعرهای وی است. واشنگتن پست
- نزول هاروارد از صدر رده بندی جدید برترین دانشگاههای جهان

## ۱۵ مهر۱۳۹۰
- (برای این روز رویدادی ثبت نشده‌است).

## ۱۶ مهر۱۳۹۰
- (برای این روز رویدادی ثبت نشده‌است).

## ۱۷ مهر۱۳۹۰
- اعتراض مسلمانان تونس به فیلم پرسپولیس

## ۱۸ مهر۱۳۹۰
- دو آمریکایی برنده جایزه نوبل اقتصاد سال ۲۰۱۱ شدند

## ۱۹ مهر۱۳۹۰
- اتهام دو ایرانی در آمریکا به جرم ترور سفیر عربستان سعودی

## ۲۰ مهر۱۳۹۰
- ماهان ایر تحریم شد

ایالات متحده آمریکا ماهان ایر را به جرم خدمات و سرویس دهی به سپاه پاسداران انقلاب اسلامی به فهرست تحریم شدگان جمهوری اسلامی ایران افزود. وزارت خزانه داری آمریکا اعلام کرد این شرکت هوایی مشغول به جابجایی اسلحه و فعالین تروریستی بوده است. بلومبرگ، فارن پالیسی، نیویورک پست
- وزیر اقتصاد ایران خواستار منع استفاده رسانه‌ها از عنوان اختلاس برای تخلف های بانکی شد

## ۲۱ مهر۱۳۹۰
- عربستان سعودی «نقشه شیطانی» ایران را محکوم کرد

خبرگزاری رسمی عربستان سعودی اعلام کرد این کشور «نقشه شیطانی و شوم» جمهوری اسلامی ایران برای ترور سفیر عربستان در آمریکا را محکوم کرده و آن را نقض قوانین بین المللی خواند. واشنگتن پست، فوربز، تایوان نیوز
- پرتاب ناموفق موشک کاوشگر ۵ به فضا

پرتاب موشک کاوشگر ۵ به مدار زمین که حاوی یک میمون بود به شکست انجامید و سرنشین درون آن جان خود را از دست داد. حریت ترکیه، یاهو نیوز، لس آنجلس تایمز
- بازداشت شش ایرانی در مالزی

## ۲۲ مهر۱۳۹۰
- خالق زبان برنامه نویسی سی و یونیکس درگذشت

## ۲۳ مهر۱۳۹۰
- حجت الاسلام والمسلمین مهدی طائب: اگر نیاز باشد پادشاه عربستان را هم ترور می کنیم

حجت الاسلام والمسلمین مهدی طائب رئیس قرارگاه عمار و برادر حسین طائب رئیس سازمان اطلاعات سپاه در پاسخ به اظهارات مقامات آمریکایی و عربستان در مورد طرح نافرجام ترور سفیر عربستان گفت :«ما اگر نیاز به ترور کسی را داشته باشیم، آنقدر توان داریم که خود ملک عبدالله را ترور کنیم». همبستگی، آینده نیوز، انتخاب، خودنویس
- نخست وزیر کانادا: ایران بزرگترین تهدیدکنندهٔ صلح در جهان

## ۲۴ مهر۱۳۹۰
- فرج الله سلحشور هنرپیشگان زن سینمای ایران را فاحشه خواند

فرج الله سلحشور کارگردان سریال تلویزیونی یوسف پیامبر، با اشاره به برخی صحبت‌ها در مورد حضور آنجلینا جولی، بازیگر هالیوودی در ایران سینمای ایران را فاحشه‌خانه خواند و اظهار داشت: «سینمای ایران باید هم برای ادامه فعالیت خود فاحشه بین المللی بیاورد». بی بی سی فارسی، سینمانگار، آینده نیوز، ابتکار، خودنویس
- اعتراض‌های جهانی نسبت به 'طمع سیستم بانکی' وارد دومین روز خود شد

## ۲۵ مهر۱۳۹۰
- دبیرکل سازمان ملل پرونده «توطئه ایران» را به شورای امنیت فرستاد

بان کی مون، دبیرکل سازمان ملل متحد، روز دوشنبه اعلام کرد که پرونده «توطئه» جمهوری اسلامی ایران برای ترور سفیر عربستان در آمریکا را به شورای امنیت فرستاده‌است. دبیرکل سازمان ملل در سخنانی گفت که «من نامه‌هایی از ایالات متحده آمریکا، ایران و همچنین حکومت عربستان سعودی دریافت کرده‌ام.» رادیو فردا
- واکنش هنرمندان سینمای ایران به اظهارات اخیر فرج الله سلحشور

واکنش پنج بازیگر زن سرشناس سینمای ایران در یادداشتی به اظهارات اخیر فرج‌الله سلحشور کارگردان مجموعه «یوسف پیامبر» در جراید و مطبوعات ایران منتشر شد. در این متن کوتاه که به امضای ترانه علیدوستی، پگاه آهنگرانی، نگار جواهریان، هانیه توسلی و باران کوثری رسیده، خطاب به سلحشور از اینکه «آن همه پرداختن به زوایای نورانی زندگی پیامبران و سرمشق قرار دادن منش ایشان تاثیری در کلامتان نداشته، و در نهایت شهرتتان را از نفرت‌پراکنی و بی‌ادبی در برابر هم‌نوعانتان به دست آورده‌اید» اظهار تاسف شده است.

## ۲۶ مهر۱۳۹۰
- یک دانشجوی دیگر به اتهام اهانت به رییس جمهور ایران شلاق خورد

یک روز پس از انتشار گزارش احمد شهید، گزارشگر ویژه حقوق بشر سازمان ملل، امین نیایی‌فر، دانشجوی ممتاز مهندسی مکانیک دانشکده فنی دانشگاه تهران، به اتهام توهین به محمود احمدی‌نژاد، رییس جمهور اسلامی ایران، روز دوشنبه در زندان اوین ۳۰ ضربه شلاق خورد. رادیو فردا، نوروز
- ۴۰ نفر کشته در آخرین درگیری بین معترضین و نیروهای دولتی سوریه

## ۲۷ مهر۱۳۹۰
- مسدود شدن دارایی های ۵ ایرانی در انگلیس

## ۲۸ مهر۱۳۹۰
- معمر قذافی در درگیرهای شهر سرت کشته شد

در لیبی مقامات شورای ملی انتقالی از کشته شدن معمر قذافی، رهبر سابق لیبی در جریان درگیری ها در شهر سرت خبر داده اند. شکبه های تلويزيونی بين المللی نیز به صورت زنده در حال پخش گزارش هايی هستند که در آن گفته می شود معمر قذافی، رهبر پيشين ليبی که ۴۲ سال بر اين کشور حکومت می کرد، روز پنجشنبه در جريان يک درگيری در شهر سرت کشته شده است. رادیو فردا بی بی سی فارسی
- نسرین ستوده به دلیل اعتراض به «چادر اجباری» ممنوع الملاقات شد

نسرین ستوده، وکیل دادگستری محبوس در زندان اوین، «به دلیل اعتراض به چادر اجباری» به مدت ۳ هفته ممنوع‌الملاقات شد. دویچه وله
- فرود اضطراری هواپیمای مسافربری آمریکایی پس از فریاد الله اکبر یک ایرانی

یک فروند هواپیمای شرکت هواپیمایی ساوت وست ایرلاینز حاوی ۱۳۶ مسافر بدلیل آشوب یک مسافر ایرانی در آسمان مجبور به فرود اضطراری در تگزاس شد. پرواز ۳۶۸۳ از لس آنجلس به کانزاس سیتی پس از فریاد «الله اکبر! همگی به جهنم خواهید رفت!» توسط یک مسافر ایرانی بنام علیرضا شهسواری با اخلال مواجه شد. وی٬ که به گفتهٔ برخی مسافرین٬ سعی به رساندن خود به کابین خلبان را داشت باعث وحشت مسافرین و فرود اضطراری هواپیما در شهر آماریلو گردید که پس از فرود فوراً توسط مامورین فدرال دستگیر گردید. دیلی میل، لس آنجلس تایمز٬ فلوریدا تایمز، شبکه ای بی سی
- تحریم یکی از بزرگترین انتشارات علمی جهان توسط رؤسای دانشگاه های ایران

رؤسای دانشگاه های جمهوری اسلامی ایران در جلسه ای با حضور وزیر علوم، تحقيقات و فناوری، تصمیم بر تحریم انتشارات معروف اِلسویر گرفتند. بر طبق این گزارش هر استادی که در این انتشارات علمی مقاله چاپ کند به جای تشویق با امتیاز منفی مواجه خواهد شد. فرهاد رهبر در این رابطه اظهار داشت: «ارائه مقالات علمی به بيگانگان به منزله ساخت قصر علمی بيگانگان توسط خشت های دانشمندان ايرانی است». السویر یکی از بزرگترین و معتبرترین انتشارات علمی جهان است که شامل ۲۰۰۰ ژورنال معتبر در زمینه علوم پزشکی، علوم پایه و مهندسی میباشد که سالانه نزدیک به ۲۵۰۰۰۰ مقاله علمی در ژورنال های آن چاپ میشود. ایرنا، بی بی سی فارسی، خبرگزاری مهر
- شکار حیوانات فراری در اوهایو

## ۲۹ مهر۱۳۹۰
- (برای این روز رویدادی ثبت نشده‌است).

## ۳۰ مهر۱۳۹۰
- سلطان بن عبدالعزیز ولیعهد عربستان سعودی درگذشت